# Motyčky-Dolný Jelenec-Staré Hory
Vodní dílo Motyčky-Dolný Jelenec-Staré Hory je vodní dílo v povodí Starohorského potoka v okrese Banská Bystrica. Skládá se z několika částí, první dvě byly vybudovány v letech 1923 až 1926, třetí, u obce Uľanka byla jen projektována. Skládá se ze dvou přehradových-derivátových stupňů. Celkem má vodní dílo délku asi 5 km a spád 178 metrů. Dle diplomové práce na Katedře výkonových elektrotechnických systémů Elektrotechnické fakulty Žilinské univerzity v Žilině se jedná o nejstarší vysokotlakou soustavu v SR.

## První stupeň

### Vodní dílo Motyčky
Vodní dílo Motyčky je akumulační nádrž v obci Motyčky. Její stavba začala v roce 1923. Dokončena byla v roce 1926, kolaudace se uskutečnila až 23. listopadu 1938. Hlavním účelem je výroba elektrické energie. Vodní dílo se však využívá i k rybolovu. Celkový objem vodního díla je 57 918 m³, minimální provozní hladina je v úrovni 663 m, maximální 666 m. Hráz typu Ambursen je dlouhá 150 metrů, obsahuje protimrazové zdivo.

### Přivaděč Motyčky-Jelenec
Přivaděč dodává vodu z VD Motyčky do VE Dolní Jelenec. Sestává z přívodní štoly dlouhé 1234 m s výškou 1,7 m, vyrovnávací komory vysekané do skály s průměrem 9,0 m a kalového sběru.

### Elektrárna Dolný Jelenec
Elektrárna v Dolném Jelenci má dvě strojovny a dvě Francisovy turbíny. V roce 2010 vydal Úřad pro regulaci síťových odvětví povolení k provozu vodní elektrárny Dolný Jelenec s instalovaným výkonem 1,12 MW a roční výrobou 1,6 GWh firmě Stredoslovenská energetika. Podle jiných zdrojů je instalovaný výkon 1,05 MW. V roce 1989 elektrárna vyprodukovala 3,38 GWh elektřiny.
Voda z elektrárny odtéká do vyrovnávací nádrže 2. stupně.
Z Dolního Jelence bylo s vodním dílem postavené 22 kV vedení do Banské Bystrice.

## Druhý stupeň

### Nádrž Dolný Jelenec
Vodní nádrž je vybudována na toku Jeleneckého potoka, levostranného přítoku Starohorského potoka. Byla také postavena v letech 1923 až 1926, oficiálně kolaudovaná 23. listopadu 1938. Hlavním účelem je "zachytávání průtoků z Jelenské doliny, vod Starohorského potoka z mezipovodí, které jsou do nádrže přiváděny přes štolu od hate" tuf "a také odpadních vod z VE Jelenec ". Celkový prostor nádrže je 35 655 m³, její minimální provozní hladina je v úrovni 558 m, maximální 562 m. Železobetonová hráz typu Ambursen má délku 76,55 m a výšku 8,65 m. Odběrné zařízení zvané Tuf odvádí štolou dlouhou 159 m do nádrže vodu ze Starohorského potoka.

### Elektrárna Staré Hory

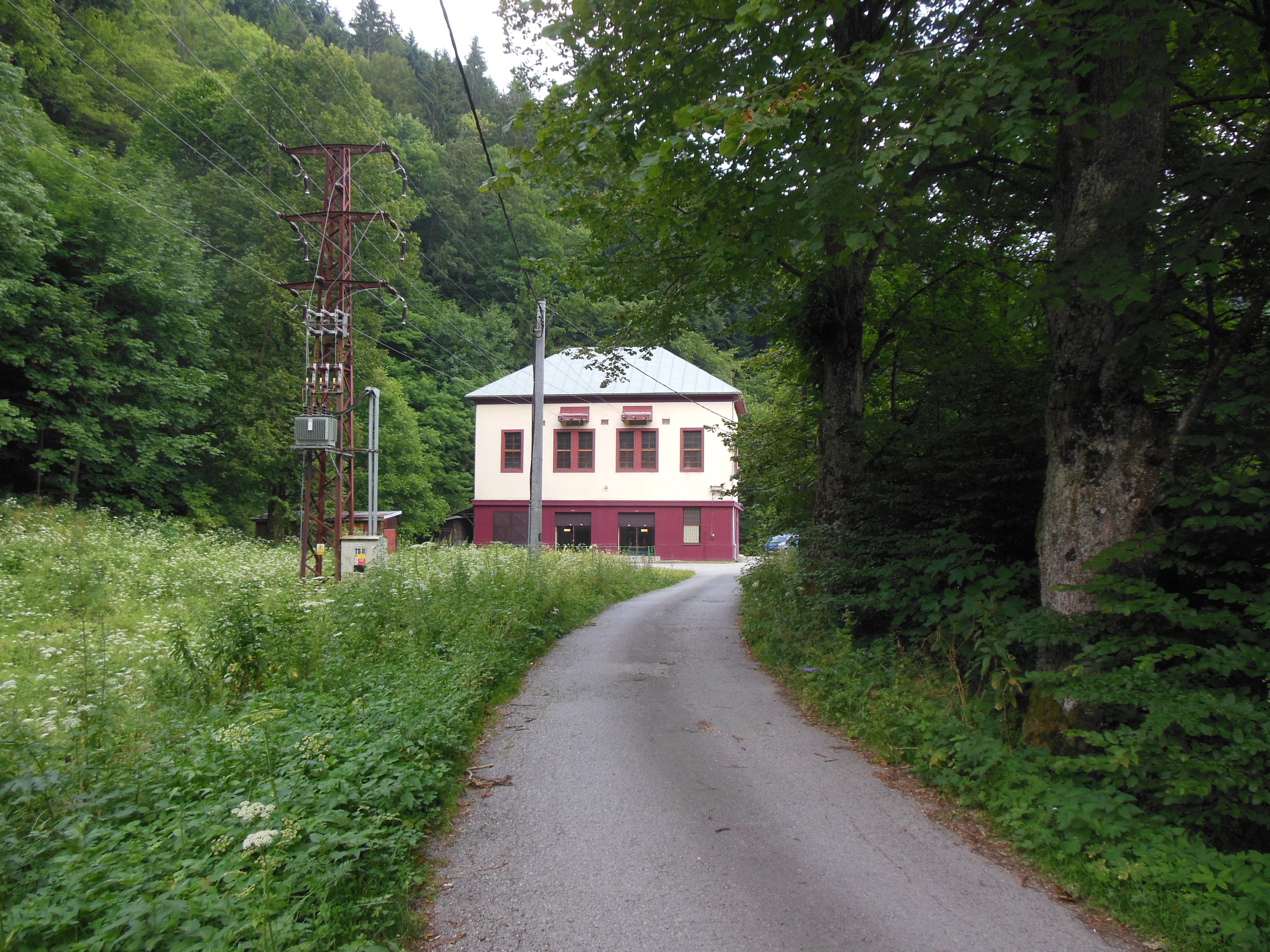
Elektrárna Staré Hory

Elektrárna byla vybudována v letech 1923 až 1926, obsahuje dvě horizontální turbíny typu Francis. V roce 2010 vydal Úřad pro regulaci síťových odvětví povolení k provozu vodní elektrárny Staré Hory s instalovaným výkonem 1,98 MW a roční výrobou 1,8 GWh firmě Stredoslovenská energetika.
 Podle jiných zdrojů je instalovaný výkon 1,1 MW. V roce 1989 elektrárna vyprodukovala 4,05 GWh elektřiny.